# Volta à Terra
Volta à Terra é um documentário português realizado e escrito por João Pedro Plácido e Laurence Ferreira Barbosa. Estreu-se no Doclisboa a 17 de outubro de 2014 e teve estreia comercial nos cinemas de Portugal a 9 de julho de 2015.
O filme retrata aspetos da vida rural na aldeia minhota de Uz, antiga freguesia de Vilar de Cunhas. Foi editado em DVD no ano de 2016, na Série Ípsilon do jornal Público.